# Яаккола, Ансси
Ансси Валттери Яаккола (фин. Anssi Valtteri Jaakkola; 13 марта 1987, Кеми) — финский футболист, вратарь. Игрок сборной Финляндии.

## Биография

### Клубная карьера
Воспитанник клуба ФК-88 из Кеми. В юношеском возрасте перешёл в другой клуб с севера Финляндии — ТП-47 из Торнио, в его составе в 2005 году (по другим данным, в 2004) сыграл 3 матча в высшем дивизионе Финляндии, а на следующий год регулярно выходил на поле во втором дивизионе.
В начале 2007 года перешёл в итальянскую «Сиену», но не смог стать игроком основного состава. Единственный матч в Серии А сыграл 18 мая 2008 года против «Палермо», заменив на 70-й минуте Димитриоса Элефтеропулоса. В 2009 году играл на правах аренды за клуб четвёртого дивизиона Италии «Коллиджиана». Летом 2010 года перешёл в пражскую «Славию» как свободный агент, но и там не стал основным вратарём, сыграв два матча в чемпионате Чехии и два — в Кубке страны.
В начале 2011 года перешёл в «Килмарнок», в это время клуб тренировал финн Миксу Паателайнен. За два с половиной сезона вратарь провёл 13 матчей в чемпионате Шотландии, из них в 6 не пропускал голов, но после смены тренера почти не попадал в состав. Стал обладателем Кубка шотландской лиги 2011/12, в этом турнире сыграл один матч на ранних стадиях.
Летом 2013 года на правах свободного агента перешёл в южноафриканский клуб «Аякс» (Кейптаун), где в течение трёх сезонов был основным вратарём, сыграв 78 матчей в чемпионате ЮАР. Стал победителем турнира Кубок Восьми (2015) и финалистом Кубка ЮАР 2014/15.
В 2016 году перешёл в клуб английского чемпионшипа «Рединг», где провёл три сезона, но как правило был резервным вратарём. В октябре 2018 — январе 2019 годов сумел занять место в основе, сыграв за это время 15 матчей, а всего за три года выходил на поле в 20 лиговых матчах. В 2019 году перешёл в другой английский клуб — «Бристоль Роверс» из Лиги 1.

### Карьера в сборной
Выступал за молодёжную сборную Финляндии. Участник финального турнира молодёжного чемпионата Европы 2009 года, где команда проиграла все 3 своих матча в группе.
С начала 2010-х годов регулярно вызывался в национальную сборную Финляндии, где является резервным вратарём. Дебютный матч провёл 7 июня 2011 года в отборочном турнире чемпионата Европы против Швеции (0:5). В 2017—2018 годах ещё дважды выходил на поле в товарищеских матчах. В отборочном турнире чемпионата Европы 2020 года, в котором финны впервые в истории обеспечили себе путёвку в финальный турнир, вратарь во всех 10 матчах включался в заявку как запасной. В июне 2021 года вошёл в заявку сборной на финальную часть чемпионата Европы.

## Личная жизнь
Супруга — шотландка, двое детей.